# San Bartolomeo (fiume)
Il San Bartolomeo è un affluente di destra del fiume Volturno. Prende le sue acque sorgive in pieno centro cittadino di Venafro alle pendici del monte Santa Croce e del monte Corno li dove è presente il laghetto detto anche "Pescara". Dopo aver attraversato la piana di Venafro, con il suo andamento tortuoso, confluisce nel fiume Volturno presso il territorio comunale di Sesto Campano.